# 1209
1209 (MCCIX) fue un año común comenzado en jueves del calendario juliano.

## Acontecimientos
- Se funda la Universidad de Cambridge.
- 27 de junio - Tratado de Valladolid, suscrito por los reyes Alfonso IX de León y Alfonso VIII de Castilla en la ciudad de Valladolid.
- Inocencio III aprueba la Orden Franciscana.
- Inocencio III convoca una cruzada contra los albigenses.
- El patriarca de Jerusalén, Alberto Avogadro, entrega a los Carmelitas una regla de vida, que sintetiza sus ideales: vida contemplativa, meditación de la Sagrada Escritura y trabajo.
- Los franciscanos en el Medioevo no se podían reír
- Se finalizó la reconstrucción del puente de Londres esta vez hecho de piedra que se tardó 33 años en completar, durante el reinado de Juan I de Inglaterra.
- Alfonso VIII de Castilla dio la carta de la ciudad a las ciudades de Guetaria y Motrico.

## Fallecimientos
- Cristina Sverresdatter, princesa noruega.
- 10 de noviembre: Ramón Roger Trencavel, vizconde de Carcasona.